# Emad Mansoor
Emad Mansoor (15 aprile 1992) è un calciatore yemenita, attaccante dell'Oman Club e della nazionale yemenita.

## Carriera

### Club
Ha giocato nel campionato yemenita e omanita.

### Nazionale
Ha esordito in Nazionale nel 2015 e preso parte alla Coppa d'Asia 2019.